# NK Raštane
NK Raštane je nogometni klub iz Gornjih Raštana.
Raštane su igrale županijsku ligu sve do sezone 2007./08. kada ulaze u 3. HNL. Sezonu 2008./09. i 2009./10. Raštane su osvojile 2. mjesto dok su prvaci postali u sezoni 2010./11. U drugu ligu se nije išlo zbog financijskih problema.

## Stadion
Stadion NK Raštana zove se Tihomir Mitrović. Naziv je dobio po pokojnom igraču NK Raštana. Kapacitet stadiona je 2500 gledatelja. Stadion je izgrađen 1990. godine.

## Navijači
Navijači raštana nazivaju se Munje. Nastali su 2006. godine. Pamte se po utakmici NK Raštane – HNK Primorac (3:1) kada je na tribine prvi put donesena navijačka oprema.